# Hugo Brouzet
Hugo Brouzet, né le 22 avril 1999 à Libourne, est un joueur de handball français évoluant au poste de pivot au Pays d'Aix Université Club handball. Il est le fils d'Olivier Brouzet, petit-fils d'Yves Brouzet et cousin de Thomas Jolmès.

## Biographie
Hugo Brouzet débute le handball à Artigues-près-Bordeaux en 2004, où il est entraîné par sa mère Valérie Cousset, joueuse de handball internationale espoir qui a évolué en D1 à Mios-Biganos. Il rejoint ensuite le club de Bruges où son gabarit déjà impressionnant pour son âge lui permet de jouer rapidement avec l'équipe première en N1. Avec l'équipe de France jeunes, il champion du monde en 2017.
Cette année-là, il est recruté par Laurent Busselier pour intégrer le centre de formation du Chambéry SMBH malgré la concurrence de plusieurs autres clubs de Lidl Starligue. Il est rapidement intégré au groupe professionnel et il dispute ses premières rencontres de Coupe EHF en 2017, tout en continuant de jouer avec l'équipe réserve en N1. A l'été 2018, il devient vice-champion d'Europe avec l'équipe de France junior.
En février 2019, il signe son premier contrat professionnel d'une durée de 3 ans avec Chambéry. Il remporte la Coupe de France quelques mois plus tard mais il ne peut participer au Championnat du monde junior 2019 remporté par l'équipe de France à cause d'une blessure au pied.

## Palmarès

### En club
Compétitions nationales
- Vainqueur de la Coupe de France (1) : 2019
- Finaliste de la Coupe de la Ligue (1) : 2022

### En équipe nationale
Équipe de France junior de handball masculin
- Médaille d'argent au championnat d'Europe junior 2018

Équipe de France jeunes de handball masculin
- Médaille d'or au championnat du monde jeunes 2017